# H-альфа

Излучение H_{α}: в рамках упрощенной модели Бора-Резерфорда атома водорода линии серии Бальмера возникают при переходе электрона между вторым энергетическим уровнем и более высокими. Переход, изображённый на схеме, создает фотон H_{α} (первая линия серии Бальмера). Для атома водорода образующийся в данном переходе фотон имеет длину волны 656 нм (красная область спектра).

H-альфа (Hα, Бальмер-альфа) — спектральная линия серии Бальмера атома водорода, длина волны составляет 656,28 нм. Принадлежит видимой части спектра, имеет тёмно-красный цвет. Излучение данной линии возникает при переходе электрона с третьего на второй энергетический уровень.  В астрономии излучение в линии Hα наблюдается в спектрах эмиссионных туманностей, используется для исследования свойств явлений в атмосфере Солнца (например, протуберанцев).

## Механизм излучения
Линия Hα соответствует переходу Бальмер-альфа в серии Бальмера — с уровня n = 3 на уровень n = 2. Она имеет длину волны 656,281 нм, видна в красной части спектра электромагнитного излучения.
Поскольку энергия, необходимая для перевода электрона с первого на третий уровень, ненамного меньше энергии ионизации атома, то вероятность ионизации атома больше, чем перехода электрона на третий уровень. После ионизации электрон и протон рекомбинируют с образованием нового атома водорода. В новом атоме изначально электрон может находиться на любом энергетическом уровне, переход к первому уровню  осуществляется каскадом, и при каждом переходе происходит излучение фотона. В том случае, когда каскад переходов включает переход с уровня n = 3 на n = 2, атом излучает фотон  Hα.

Четыре линии излучения серии Бальмера водорода в видимой части спектра. Красная линия справа — линия H_{α}.

## Применение в астрономической спектроскопии

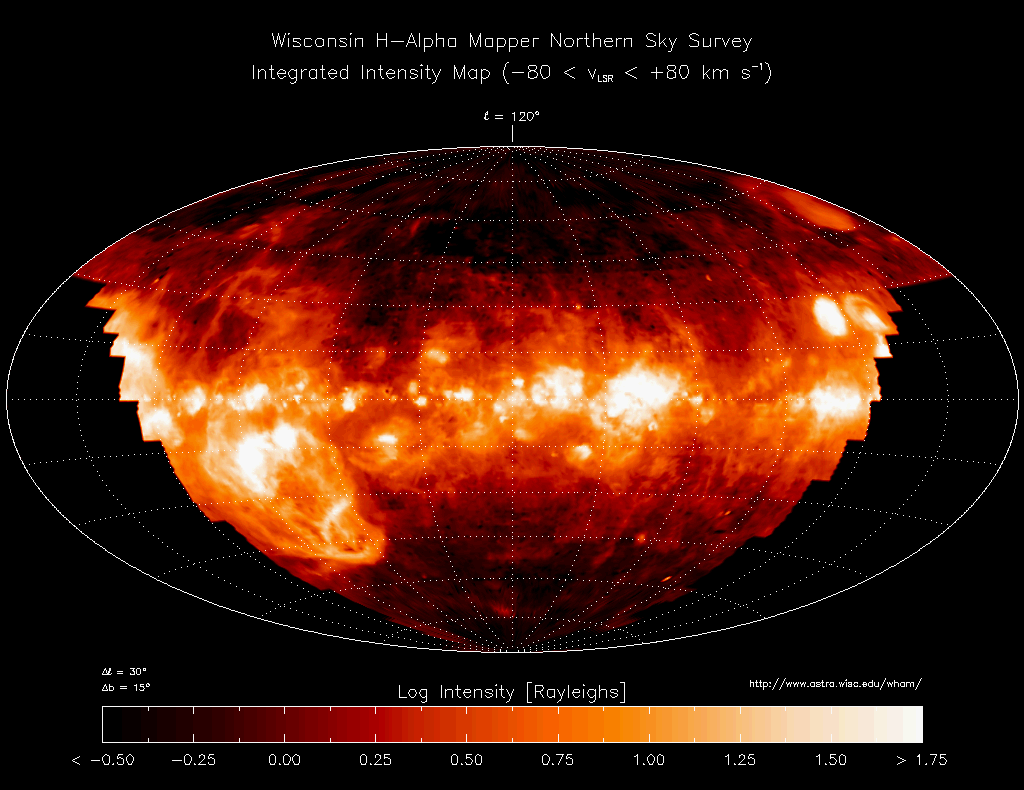
Изображение Млечного Пути в диапазоне H_{α}. Показывает распространение ионизированного водорода межзвёздной среды в различных частях нашей Галактики.
Получено в рамках обзора «Wisconsin H-Alpha Mapper survey» («WHAM»).

Регистрация излучения в линии  Hα позволяет астрономам исследовать содержание ионизованного водорода в облаках газа.
Поскольку излучение в линии Hα испытывает самопоглощение, то, несмотря на возможность оценить с его помощью форму и протяженность облака межзвёздного газа, массу с высокой точностью определить невозможно. Поэтому для определения массы облака обычно используют молекулы: диоксида углерода, монооксида углерода, формальдегида, аммиака, ацетонитрила.

## Фильтр Hα
|  |  |

Фильтр  Hα — светофильтр, пропускающий излучение в узкой полосе, имеющей центр в линии Hα. Подобные фильтры характеризуются шириной области длин волн излучения, которое пропускается такими фильтрами и варьируется от десятых долей до десятков нанометров.
Данные фильтры обычно являются дихроичными (интерференционными), создаваемыми из большого количества  (~50) слоёв; слои подбираются таким образом, чтобы создаваемый ими интерференционный эффект позволял пропускать только излучение с длинами волн в определенном диапазоне.
Дихроичные фильтры широко используются в астрофотографии и в другой области — для уменьшения эффектов светового загрязнения (например «CLS», «UHC»). Но такие фильтры обычно обладают широкими спектральными окнами пропускания, тогда-как для наблюдения солнечной атмосферы фильтры делают с узкой полосой пропускания.
Наиболее узкополосные фильтры  Hα имеют дополнительный компонент — «резонатор Фабри — Перо». Фильтры такого типа могут обладать полосой пропускания менее 0,1 нм. Поскольку излучение Hα зачастую связано с областями на Солнце, обладающими высокими собственными скоростями, и при этом различными направлениями вектора скорости (например, солнечные протуберанцы, левый и правый края Солнца), то резонаторы Фабри — Перо, будучи очень узкополосными, обычно создаются с возможностью сдвига полосы пропускания по спектру для компенсации эффекта Доплера.
Ещё более узкая полоса пропускания может быть достигнута с помощью «фильтра Лио» (англ. «Lyot filter»).